# Sigma Sagittarii
Sigma Sagitarii (σ Sgr / σ Sagittarii), conosciuta anche con il nome tradizionale di Nunki, è un sistema stellare nella costellazione del Sagittario. Di magnitudine apparente +2,05, è la seconda stella più luminosa della costellazione. Dista 228 anni luce dal sistema solare.
Il nome moderno Nunki, al contrario della maggior parte dei nomi tradizionali dati alle stelle, non è di origine araba, bensì è un nome assiro o babilonese, e sembra derivare dalla "Tavola delle trenta stelle", dove veniva identificata come la "stella della proclamazione del mare".. Il significato del nome non è chiaro, potrebbe anche derivare da Enki, dio Sumero generalmente associato al mare e alle acque. Altri nomi della stella di cui si trova menzione sono Sadira e Pelagus.

## Osservazione
Si tratta di una stella situata nell'emisfero celeste australe; grazie alla sua posizione non fortemente australe, può essere osservata dalla gran parte delle regioni della Terra, sebbene gli osservatori dell'emisfero sud siano più avvantaggiati. Nei pressi dell'Antartide appare circumpolare, mentre resta sempre invisibile solo in prossimità del circolo polare artico, e comunque più a nord della latitudine 64°N. La sua magnitudine pari a 2,05 le consente di essere scorta con facilità anche dalle aree urbane di moderate dimensioni.
Il periodo migliore per la sua osservazione nel cielo serale ricade nei mesi compresi fra giugno e settembre; nell'emisfero sud è visibile anche per buona parte della primavera australe, grazie alla declinazione della stella, mentre nell'emisfero nord può essere osservata limitatamente durante i mesi estivi boreali.
Sigma Sagittarii è una componente dell'asterismo della Teiera.

## Caratteristiche
Nunki ha una magnitudine apparente di +2,1 ed una classe spettrale B3. La luminosità totale di σ Sgr, compresa la radiazione ultravioletta emessa da una stella così calda, è 3300 L⊙ e la massa totale è quasi 8 M⊙. Il raggio della stella equivale a 5 volte quello del Sole e la temperatura superficiale è di 20000 K. La stella ha un'età di poco più di 30 milioni di anni, e si trova ancora nella sequenza principale, ma le stelle con questa massa hanno una vita relativamente breve rispetto al Sole, e quella di Nunki si concluderà dopo circa 50 milioni di anni.
Nunki può essere occultata dalla Luna e molto raramente dai pianeti. L'ultima occultazione di Nunki da parte di un pianeta risale al 17 novembre 1981, quando è stata occultata da Venere. È inoltre stata occultata da Marte
l'ultima volta il 3 settembre 423 d.C.